# Elecciones parlamentarias de Cuba de 1981
Se realizaron elecciones parlamentarias indirectas en Cuba el 28 de diciembre de 1981.
El 11 y 18 de octubre los votantes eligieron a los miembros de las 169 Asambleas Municipales. Un total de 6 097 139 votos fueron emitidos en la primera ronda (11 de octubre), con una participación del 97%. En la segunda ronda, realizada el 18 de octubre, la participación fue del 93,6%. Los miembros electos de las Asambleas Municipales eligieron a los 499 miembros de la Asamblea Nacional.
Los candidatos fueron seleccionados por una comisión compuesta por el Partido Comunista de Cuba, la Unión de Jóvenes Comunistas y organizaciones de masas. Del total de miembros elegidos, 386 eran hombres y 113 eran mujeres.

## Participación
Los datos oficiales de participación ciudadana en estas elecciones se resume en la siguiente tabla:
| Provincia           | Participación |
| ------------------- | ------------- |
| Pinar del Río       | 98,8%         |
| La Habana           | 97,7%         |
| Ciudad de La Habana | 95,1%         |
| Matanzas            | 98,9%         |
| Villa Clara         | 98,8%         |
| Cienfuegos          | 98,5%         |
| Sancti Spíritus     | 98,3%         |
| Ciego de Ávila      | 98,3%         |
| Camagüey            | 98,4%         |
| Las Tunas           | 98,3%         |
| Holguín             | 96,4%         |
| Granma              | 98,1%         |
| Santiago de Cuba    | 95,7%         |
| Guantánamo          | 96,8%         |
| Isla de la Juventud | 97,1%         |
| Total               | 97,2%         |